# Marc-Antoine Olivier
Pour les articles homonymes, voir Olivier (homonymie).
Marc-Antoine Olivier, né le 18 juin 1996 à Denain (France), est un nageur français spécialiste de la nage en eau libre. Médaillé de bronze du dix kilomètres des Jeux olympiques de 2016, il devient champion du monde du cinq kilomètres lors des mondiaux 2017. Il remporte également la médaille de bronze du dix kilomètres lors de ces mêmes mondiaux.

## Biographie
Marc-Antoine Daniel Frédéric Olivier commence la natation à Denain (Nord) dans son enfance. En janvier 2015, il intègre le groupe d'entraînement de Philippe Lucas à Narbonne. Lors des championnats du monde 2015 de Kazan, il se classe sixième du 10 kilomètres en eau libre. Cette épreuve sert également de qualification pour les dix premiers de la distance lors des Jeux olympiques de 2016, ce qui fait qu'Olivier est qualifié pour ces Jeux. Olivier est également onzième de l'épreuve par équipes.
En février 2016, Olivier gagne l'épreuve de Coupe du monde d'Abou Dabi.
Durant les Jeux olympiques de 2016, il devient médaillé de bronze sur le 10 km en eau libre.
Lors de la première épreuve des mondiaux 2017 disputés à Budapest, en Hongrie, un cinq kilomètres, il s'impose devant l'Italien Mario Sanzullo et le Britannique Timothy Shuttleworth, en 54 min 31 s 40. Il termine troisième du dix kilomètres en 1 h 51 min 59 s 2 derrière le Néerlandais Ferry Weertman et l'Américain Jordan Wilimovsky. Lors de la même compétition il remporte également la médaille d'or du relais mixte 5km en compagnie de ses compatriotes Aurélie Muller, Océane Cassignol et Logan Fontaine.
Le 16 juillet 2019, Olivier remporte la médaille d'argent sur le 10 km en eau libre lors des Championnats du monde de natation à Gwangju, en Corée du Sud, battu à la touche par l'Allemand Florian Wellbrock.
Marc-Antoine Olivier change de club en septembre 2020. Initialement membre depuis ses débuts du club de Denain, il rejoint le club de Dunkerque.
Début février 2021, Marc-Antoine Olivier bat son record personnel du 1 500 m au meeting de Béthune, devenant, avec un temps de 14 min 55 s 19, le quatrième performeur de l'histoire de France dans sa discipline. Le mois suivant, Marc-Antoine Olivier remporte le 10 km de l'étape de Coupe du monde à Doha, un succès après lequel il réaffirme son ambition de remporter l'or aux JO de 2021. En mai, il est médaillé d'argent du 5 et du 10 kilomètres des championnats d'Europe, devancé à chaque fois par Gregorio Paltrinieri. Il figure parmi les deux meilleurs mondiaux pour aborder les Jeux olympiques selon son dirigeant en équipe de France Stéphane Lecat.
Lors des Jeux olympiques, en août 2021, il termine finalement sixième du 10 km en eau libre. Très déçu et abasourdi, il reconnaît "ne pas comprendre. C'est très dur à encaisser, j'avais largement un meilleur niveau qu'à Rio".
Quelques semaines plus tard, il remporte la 2e manche de la Coupe du monde sur 10 km à Ohrid, en Macédoine. Il annonce également qu'il partira s'entraîner aux îles Canaries à partir du mois d'octobre.
En octobre 2021, après 3 semaines d'entraînement à Las Palmas, il décide d'abandonner son projet, déçu par les conditions de préparation, notamment en raison du petit nombre de nageurs présents au sein de la structure. Il préparera donc les JO 2024 à Ostia, en Italie, entraîné par Fabrizio Antonelli qui s'occupe déjà des meilleurs Italiens de sa discipline.
En février 2022, il s'impose à l'Open de Martinique sur 10 km.
En mars 2022, il est convoqué dans la sélection de l'équipe de France pour participer aux mondiaux de Budapest (18 juin-3 juillet) et aux championnats d'Europe de Rome (11-21 août) sur 5 et 10 km.
En mars 2023, Olivier s'impose sur le 10 km de la première manche de Coupe du monde à Eilat. Olivier est ensuite en avril deuxième du 10 km de l'Open de Martinique derrière Logan Fontaine, ce qui lui permet d'obtenir sa qualification sur la distance pour les championnats du monde de Fukuoka.
Le 9 juin 2023, Marc-Antoine Olivier est suspendu par la fédération française de natation jusqu'au 31 août 2023, comme le stipule le communiqué fédéral suivant. « Les critères de sélection des équipes de France de natation sont en effet basés sur les performances réalisées mais aussi sur le respect de valeurs et de principes de fonctionnement collectif. Les récents incidents impliquant Marc-Antoine Olivier nous ont malheureusement conduits à prendre cette décision.» Cette suspension découle d'une série de trois avertissements déjà reçus par le nageur entre 2021 et 2023, en raison de « comportements inappropriés vis-à-vis du staff de l'équipe de France ».
Bien que contestant la décision de la FFN, Marc-Antoine Olivier est bien suspendu tout l'été et ne participe donc pas aux championnats du monde de Fukuoka.
En septembre 2023, il remporte le 10 km de Barcelone, dernière épreuve de la saison.
Lors des championnats du monde de natation à Doha, il remporte la médaille d'argent sur le 10 km en eau libre juste derrière le hongrois Kristof Rasovszky. De plus, il décroche une qualification pour les Jeux olympiques de 2024. Il est ensuite médaillé d'argent du 5 km, étant devancé cette fois par son compatriote Logan Fontaine.

## Palmarès

### Jeux olympiques
- Jeux olympiques de 2016 à Rio de Janeiro ( Brésil) :
  -  Médaille de bronze du 10 km en eau libre.

### Championnats du monde
- Championnats du monde 2017 à Budapest ( Hongrie) :
  -   Médaille d'or du 5 km en eau libre.
  -   Médaille d'or du relais mixte 5 km en eau libre.
  -  Médaille de bronze du 10 km en eau libre.

- Championnats du monde 2019 à Gwangju ( Corée du Sud) :
  -  Médaille d'argent du 10 km en eau libre.

- Championnats du monde 2024 à Doha ( Qatar) :
  -  Médaille d'argent du 5 km en eau libre.
  -  Médaille d'argent du 10 km en eau libre.

- Championnats du monde 2025 à Singapour ( Singapour) :
  -  Médaille de bronze du sprint à élimination directe 3 km en eau libre.
  -  Médaille de bronze du 5 km en eau libre.

### Championnats d'Europe
- Championnats d'Europe de nage en eau libre 2016 à Hoorn ( Pays-Bas) :
  -  Médaille de bronze du 10 km en eau libre.

- Championnats d'Europe de natation 2018 à Glasgow ( Royaume-Uni) :
  -  Médaille de bronze sur 5 km par équipes mixte en eau libre.

- Championnats d'Europe de natation 2020 à Budapest ( Hongrie) :
  -  Médaille d'argent du 5 km en eau libre.
  -  Médaille d'argent du 10 km en eau libre.

- Championnats d'Europe de natation 2022 à Rome ( Italie) :
  -  Médaille d'argent du 10 km en eau libre.
  -  Médaille de bronze du 5 km en eau libre.
  -  Médaille de bronze sur 5 km par équipes en eau libre.

- Championnats d'Europe de natation 2024 à Belgrade ( Serbie) :
  -  Médaille d'argent du 5 km en eau libre.
  -  Médaille d'argent du 10 km en eau libre.

- Championnats d'Europe de nage en eau libre 2025 à Stari Grad ( Croatie) :
  -  Médaille de bronze du 10 km en eau libre.

### Jeux mondiaux militaires
- Jeux mondiaux militaires d'été de 2019 à Wuhan ( Chine) :
  -  Médaille d'argent du 1 500 mètres nage libre
  -  Médaille de bronze du 800 mètres nage libre[26].

### Championnats d'Europe juniors
- Championnats d'Europe juniors de nage en eau libre 2012 :
  -  Médaille d'or du 5 km

### Championnats de France
- Championnats de France 2015 à Limoges :
  -  Médaille de bronze du 1 500 mètres nage libre.

- Championnats de France 2017 à Schiltigheim :
  -  Médaille d'or du 800 mètres nage libre.
  -  Médaille d'or du 1 500 mètres nage libre.

- Championnats de France 2019 à Rennes :
  -  Médaille d'argent du 800 mètres nage libre.
  -  Médaille de bronze du 1 500 mètres nage libre.

Championnats de France en eau libre
- Championnats de France 2020 à Jablines :
  -  Médaille d'or du 5 km.
  -  Médaille d'or du 10 km.

- Championnats de France 2022 à Canet-en-Roussillon :
  -  Médaille d'or du 10 km.

## Distinctions
- Chevalier de l'ordre national du Mérite le 1er décembre 2016[27]